# Le Parfum d'Adam
Le Parfum d'Adam est un roman de Jean-Christophe Rufin, publié chez Flammarion en janvier 2007.
Dans ce roman, Jean-Christophe Rufin nous conduit de la Pologne aux États-Unis, en passant par la France, le Cap-Vert jusqu'au Brésil que l'auteur connaît bien. À la manière des romans d'espionnage, il met en scène les investigations d'une agence privée qui tente de déjouer les plans d'une organisation d'écologistes extrémistes, dissidents du Front de libération des animaux, qui souhaitent protéger, à leur manière, l'écosystème planétaire.

## Résumé
Les extrémistes estiment que la surpopulation du tiers monde est un risque majeur pour la planète. Partisans de la décroissance démographique, ils décident de lutter contre cette surpopulation en menant des actions de bioterrorisme à base d'une nouvelle souche de choléra.